# 仁慈湖
仁慈湖又译作波里塔迪斯湖（拉丁語：Lacus Bonitatis）是月球正面东部的一座小月海，长约130公里、宽60公里。该湖的名字首次出现在1974年美国军事测绘局为美国宇航局测绘的月图中，1976年被为国际天文学联合会批准采纳。

## 位置和附近的特征
仁慈湖的中心月面坐标为23°12′N 43°42′E / 23.2°N 43.7°E，西南岸70公里坐落着静海的爱湾、东南200公里是危海，仁慈湖西北岸是金牛山脉的起点。此外，在它周围还有数座无名的小月海。 

## 描述
仁慈湖是一个凹凸不平且边界不规则的玄武熔岩区，从东北向西南延伸约130公里，宽度50-60公里，中间横亘着一座小山丘。月湖北岸坐落着直径5公里，已被熔岩填塞的"马克罗比乌斯 W"卫星坑，这是截止2015年该月湖中唯一已命名的陨石坑。
该湖东南边缘是直径65公里的马克罗比乌斯环形山，周围散布着它的众多卫星坑；西南岸附近是直径15公里的埃斯克朗贡陨石坑；三座明亮撞击坑：希尔陨石坑、卡迈克尔陨石坑和特拉勒斯陨石坑分别位于它的西南和东北。
月湖中可看到年轻撞击坑-特拉勒斯陨石坑和普罗克洛斯陨石坑明亮的射纹线；在毗邻月湖南端的一处小月海区，一座直径约1公里的撞击坑环绕着一圈明亮细长的溅射环。
仁慈湖表面高度低于基准月面1.1-1.4公里，与相邻的爱湾处于同一水平，但较澄海表面高出2公里。